# Addisonia brophyi
Addisonia brophyi is een slakkensoort uit de familie van de Addisoniidae. De wetenschappelijke naam van de soort is voor het eerst geldig gepubliceerd in 1985 door McLean.